# Макинтайр, Гарри
Гарри Макинтайр (родился 19 апреля 1990 г.) — английский актёр. Он известен своими ролями в «Тауэрском блоке», многочисленными театральными ролями, например, в отмеченной наградами лондонской постановке «Весеннее пробуждение», а также игрой Этельволда в «Последнем королевстве» в качестве повторяющегося персонажа в течение первых двух сезонов и в главных ролях в фильме. третий сезон. Он выиграл Манчестерскую театральную премию за лучшую мужскую роль в 2015 году за роль в фильме «Билли Лжец» в Театре Королевского обмена.